# Брюханов, Николай Григорьевич
Никола́й Григо́рьевич Брюха́нов (11 октября 1924, Пензенская губерния — 21 января 2015, Николаев) — председатель Николаевского городского исполнительного комитета (1966—1974), Почётный гражданин города Николаева (1994).

## Биография
В 1942 году, после окончания школы, был призван в Красную Армию. Окончил школу старших радиоспециалистов в Мытищах. С 1944 г. — в боях Великой Отечественной войны в составе 4-й танковой армии (1-й Украинский фронт). Был награждён медалью «За отвагу». Закончил войну в Праге начальником радиостанции командующего армией, затем служил на территории Австрии, Германии. Демобилизован в 1947 году, вернулся домой.
С 1951 г., после окончания Пензенского лесотехнического техникума, работал на Черноморском судостроительном заводе (г. Николаев): помощником мастера деревообрабатывающего цеха, технологом, мастером; после окончания Николаевского кораблестроительного института — заместителем секретаря парткома завода, затем — первым секретарём Заводского райкома КПСС.
В 1966—1974 гг. — председатель Николаевского горисполкома. Под его руководством развивалось жилищное и кооперативное строительство, осуществлена газификация жилых домов; были построены Дворец культуры и техники судостроителей, кинотеатр «Юность», междугородный автовокзал; пущен городской троллейбус, заасфальтированы многие улицы, началось строительство нового аэропорта; была проложена теплотрасса на ЮТЗ, разработан проект строительства котельной на Промзоне. В 1970 году за успехи в социально-экономическом развитии город Николаев и лично Н. Г. Брюханов были награждены орденами Трудового Красного Знамени.
В 1978—1994 гг. — директор Южного производственно-технического предприятия (загоризонтная радиолокация, создание крупных радиокомплексов по управлению космическими спутниками и аппаратами). Награждён почетным орденом «35 лет ГЮПТП» как основатель предприятия. В 1994 г. вышел на пенсию.

### Семья
Жена — Любовь Ивановна,
- дочь — Ольга Николаевна,
- сын — Сергей Николаевич
  - Андрей Валериевич, Максим Сергеевич.

## Награды
- медаль «За отвагу»[2]
- медаль «За освобождение Праги»
- Медаль «За победу над Германией в Великой Отечественной войне 1941—1945 гг.»
- орден «Знак Почёта» (1963)[3][4]
- Юбилейная медаль «Двадцать лет Победы в Великой Отечественной войне 1941—1945 гг.» (1965)[5]
- Юбилейная медаль «За доблестный труд. В ознаменование 100-летия со дня рождения Владимира Ильича Ленина» (1970)[6]
- Знак «25 лет победы в Великой Отечественной войне 1941—1945 гг.»[7]
- орден Трудового Красного Знамени (1971)[8]
- Юбилейная медаль «Тридцать лет Победы в Великой Отечественной войне 1941—1945 гг.» (1975)[9]
- медаль «Ветеран труда» (1984) — за доблестный добросовестный труд[10]
- орден Трудового Красного Знамени (1985)[11]
- орден Отечественной войны II степени[3][12]
- Юбилейная медаль «Сорок лет Победы в Великой Отечественной войне 1941—1945 гг.» (1985)[13]
- Почётная медаль Советского фонда мира (1988) — за активное участие в деятельности фонда[14]
- Памятный знак «50 лет освобождения Украины»[15]
- Знак Почётный гражданин г. Николаева (1994)[16][17]
- Юбилейная медаль «50 лет Победы в Великой Отечественной войне 1941—1945 гг.» (1995)[18]
- медаль Жукова (1998)[3][19]
- орден «За мужество»[20]
- Юбилейная медаль «60 лет освобождения Украины от фашистских захватчиков» (2004)[21]
- Юбилейная медаль «60 лет Победы в Великой Отечественной войне 1941—1945 гг.» (2005)[22]
- Юбилейная медаль «65 лет Победы в Великой Отечественной войне 1941—1945 гг.» (2010)[23]
- Юбилейная медаль «50 лет Вооруженных Сил СССР»[24]
- Юбилейная медаль «70 лет Вооруженных Сил СССР»[25]
- Почётный орден «35 лет ГЮПТП» (Государственное Южное производственно-техническое предприятие)[26]